# Simmondsiaceae
Famille
Classification APG III (2009)
La famille des Simmondsiacées regroupe des plantes dicotylédones ; elle ne comprend qu'un seul genre : Simmondsia.
C'est la famille du jojoba.

## Étymologie
Le nom vient du genre type Simmondsia donné en l'honneur du botaniste anglais Thomas William Simmonds (1767-1804).

## Liste des genres
Selon NCBI (4 mai 2010), DELTA Angio (4 mai 2010) et ITIS (4 mai 2010) :
- genre Simmondsia Nutt.

## Liste des espèces
Selon NCBI (4 mai 2010) :
- genre Simmondsia
  - Simmondsia chinensis